# Беловишневое (Белопольский район)
Беловишневое (укр. Біловишневе) — село,
Горобовский сельский совет,
Белопольский район,
Сумская область,
Украина.
Код КОАТУУ — 5920682603. Население по переписи 2001 года составляет 25 человек .

## Географическое положение
Село Беловишневое находится на правом берегу реки Вир,
выше по течению примыкает село Горобовка,
ниже по течению примыкает село Омельченки,
на противоположном берегу — сёла Заречное и Вороновка.
Река в этом месте извилистая, образует лиманы и старицы.
Рядом проходят автомобильная дорога Т-1908 и
железная дорога, станция Торохтяный.